# لارا جيلكريست
لارا جيلكريست هي ممثلة كندية، ولدت في 1982 في مدسين هات في كندا.

## وصلات خارجية
- الموقع الرسمي
- لارا جيلكريست على موقع IMDb (الإنجليزية)
- لارا جيلكريست على موقع قاعدة بيانات الفيلم (الإنجليزية)